# Michael Barrios
Michael David Barrios Puerta (ur. 21 kwietnia 1991 w Barranquilli) – kolumbijski piłkarz występujący na pozycji prawego skrzydłowego w amerykańskim klubie Colorado Rapids.